# Liste der Bodendenkmäler in Geroldshausen
Auf dieser Seite sind die Bodendenkmäler in der unterfränkischen Gemeinde Geroldshausen zusammengestellt. Diese Tabelle ist eine Teilliste der Liste der Bodendenkmäler in Bayern. Grundlage ist die Bayerische Denkmalliste, die auf Basis des Bayerischen Denkmalschutzgesetzes vom 1. Oktober 1973 erstmals erstellt wurde und seither durch das Bayerische Landesamt für Denkmalpflege geführt wird. Die folgenden Angaben ersetzen nicht die rechtsverbindliche Auskunft der Denkmalschutzbehörde.

## Bodendenkmäler in Geroldshausen
| Lage       | Objekt                                                                                     | Akten-Nr.     | Bild |
| ---------- | ------------------------------------------------------------------------------------------ | ------------- | ---- |
| (Standort) | Siedlung des Mittelneolithikums.                                                           | D-6-6325-0033 |      |
| (Standort) | Siedlung der Hallstattzeit.                                                                | D-6-6325-0034 |      |
| (Standort) | Siedlung der jüngeren Urnenfelderzeit.                                                     | D-6-6325-0037 |      |
| (Standort) | Siedlung des Neolithikums.                                                                 | D-6-6325-0040 |      |
| (Standort) | Grabhügel, daraus Funde der Bronzezeit.                                                    | D-6-6325-0042 |      |
| (Standort) | Siedlung der Hallstattzeit.                                                                | D-6-6325-0102 |      |
| (Standort) | Siedlung des Mittelneolithikums.                                                           | D-6-6325-0110 |      |
| (Standort) | Siedlung vor- und frühgeschichtlicher Zeitstellung und verebnete vorgeschichtliche Anlagen | D-6-6325-0138 |      |
| (Standort) | Siedlung vor- und frühgeschichtlicher Zeitstellung.                                        | D-6-6325-0139 |      |
| (Standort) | Siedlung vorgeschichtlicher Zeitstellung.                                                  | D-6-6325-0197 |      |
| (Standort) | Freilandstation des Paläolithikums, Siedlung vorgeschichtlicher Zeitstellung               | D-6-6325-0201 |      |
| (Standort) | Siedlung des Neolithikums und der frühen Urnenfelderzeit.                                  | D-6-6325-0202 |      |
| (Standort) | Siedlung der Linearbandkeramik.                                                            | D-6-6325-0207 |      |
| (Standort) | Siedlung vorgeschichtlicher Zeitstellung.                                                  | D-6-6325-0238 |      |
| (Standort) | Archäologische Befunde im Bereich der frühneuzeitlichen Evang.-Luth. Filialkirche          | D-6-6325-0240 |      |
| (Standort) | Archäologische Befunde im Bereich der spätneuzeitlichen Synagoge von Geroldshausen.        | D-6-6325-0241 |      |
| (Standort) | Siedlung vorgeschichtlicher Zeitstellung.                                                  | D-6-6325-0242 |      |
| (Standort) | Siedlung vorgeschichtlicher Zeitstellung.                                                  | D-6-6325-0243 |      |
| (Standort) | Archäologische Befunde im Bereich der mittelalterlichen und frühneuzeitlichen Kath. Kirche | D-6-6325-0245 |      |
| (Standort) | Burgstall des Mittelalters.                                                                | D-6-6325-0266 |      |
| (Standort) | Siedlung der Urnenfelder- oder Hallstattzeit.                                              | D-6-6325-0267 |      |